# Агашедьхаза
Агашедьхаза (венг. Ágasegyháza) — посёлок(község) в медье Бач-Кишкун в Венгрии. Посёлок занимает площадь 55,87 км², на которой проживает

В 2001 году в Агашедьхазе проживали 1920 жителей — из которых подавляющее большинство венгры. 0,7 % — немцы, 0,2 % — хорваты, 0,2 % — румыны. Прихожане: 77% — римско-католической церкви, 15 % — кальвинисткой церкви, около 1 % — грекокатолической церкви, 0,2 % — лютеране.

## Население
| Год  | Численность | Численность |
| ---- | ----------- | ----------- |
| 2013 | 1908        | [ 2 ]       |
| 2014 | 1892        | [ 3 ]       |
| 2018 | 1837        | [ 4 ]       |
| 2021 | 1887        | [ 5 ]       |
| 2022 | 1883        | [ 6 ]       |
| 2023 | 1855        | [ 7 ]       |
| 2024 | 1875        | [ 1 ]       |